# فرودگاه بین‌المللی هوبارت
فرودگاه بین‌المللی هوبارت (به انگلیسی: Hobart International Airport) یک فرودگاه همگانی مسافربری با کد یاتا HBA است که یک باند فرود آسفالت دارد و طول باند آن ۲۲۵۱ متر است. این فرودگاه در شهر هوبارت کشور استرالیا قرار دارد و در ارتفاع ۴ متری از سطح دریا واقع شده‌است.

## شرکت‌های هواپیمایی و مقصدهای پروازی
Four passenger airlines currently operate regular flights from Hobart to five destinations in the southern and eastern states of Australia. One هواپیمایی باری also operates from the airport and a specialist carrier operates to the قلمرو جنوبگان استرالیا during summer. 
| شرکت‌های هواپیمایی                                       | مقصدهای پروازی                                                        | Terminal      |
| ------------------------------------------------------- | --------------------------------------------------------------------- | ------------- |
| جت‌استار                                                 | آدلاید (برقراری مجدد از ۱۴ نوامبر ۲۰۱۷)، اولان، بریزبن، ملبورن، سیدنی | Domestic      |
| کانتاس                                                  | فصلی: بریزبن، ملبورن، سیدنی چارتر فصلی: جنوبگان                       | Domestic      |
| کانتاس‌لینک اجرا توسط Cobham Aviation Services Australia | ملبورن، سیدنی                                                         | Domestic      |
| Skytraders                                              | چارتر فصلی: ویلکینز                                                   | International |
| Tigerair Australia                                      | ملبورن                                                                | Domestic      |
| ویرجین استرالیا                                         | بریزبن، ملبورن، سیدنی                                                 | Domestic      |

### Cargo
| شرکت‌های هواپیمایی                              | مقصدهای پروازی                        | Terminal |
| ---------------------------------------------- | ------------------------------------- | -------- |
| کانتاس فرایت اجرا توسط اکسپرس فرایترز استرالیا | بریزبن، لانسستون، ملبورن، نینگبو لیشه | Freight  |